# Presidenti della Bielorussia
I presidenti della Repubblica di Bielorussia sono stati i seguenti:

## Capi di Stato della Bielorussia

### Presidenti del Consiglio supremo
| Nº | Presidente (nascita-morte) | Presidente (nascita-morte)     | Mandato         | Mandato           | Partito      | Note       |
| Nº | Presidente (nascita-morte) | Presidente (nascita-morte)     | Inizio          | Fine              | Partito      | Note       |
| -- | -------------------------- | ------------------------------ | --------------- | ----------------- | ------------ | ---------- |
| -  |                            | Stanislaŭ Šuškevič (1934-2022) | 25 agosto 1991  | 18 settembre 1991 | Indipendente | ad interim |
| 1º | 18 settembre 1991          | Stanislaŭ Šuškevič (1934-2022) | 26 gennaio 1994 |                   | Indipendente |            |
| -  |                            | Viačaslaŭ Kuz'njacoŭ (1947)    | 26 gennaio 1994 | 28 gennaio 1994   | Indipendente | ad interim |
| 2º |                            | Mečyslaǔ Hryb (1938)           | 28 gennaio 1994 | 20 luglio 1994    | Indipendente |            |

### Presidenti della Repubblica
| Nº | Presidente (nascita-morte) | Presidente (nascita-morte)  | Elezioni | Percentuale | Mandato        | Mandato   | Partito      | Stendardo |
| Nº | Presidente (nascita-morte) | Presidente (nascita-morte)  | Elezioni | Percentuale | Inizio         | Fine      | Partito      | Stendardo |
| -- | -------------------------- | --------------------------- | -------- | ----------- | -------------- | --------- | ------------ | --------- |
| 1º |                            | Aljaksandr Lukašėnka (1954) | 1994     | 80,6%       | 20 luglio 1994 | in carica | Indipendente |           |
| 1º | 2001                       | Aljaksandr Lukašėnka (1954) | 77,4%    |             | 20 luglio 1994 | in carica | Indipendente |           |
| 1º | 2006                       | Aljaksandr Lukašėnka (1954) | 84,4%    |             | 20 luglio 1994 | in carica | Indipendente |           |
| 1º | 2010                       | Aljaksandr Lukašėnka (1954) | 79,7%    |             | 20 luglio 1994 | in carica | Indipendente |           |
| 1º | 2015                       | Aljaksandr Lukašėnka (1954) | 83,5%    |             | 20 luglio 1994 | in carica | Indipendente |           |
| 1º | 2020                       | Aljaksandr Lukašėnka (1954) | 80,1%    |             | 20 luglio 1994 | in carica | Indipendente |           |
| 1º | 2025                       | Aljaksandr Lukašėnka (1954) | 87,5%    |             | 20 luglio 1994 | in carica | Indipendente |           |